# Liste der Wappen im Landkreis Schwandorf
Die Liste der Wappen im Landkreis Schwandorf zeigt die Wappen der Gemeinden im bayerischen Landkreis Schwandorf.

## Landkreis Schwandorf

Landkreis Schwandorf Gespalten von Schwarz und Silber; über einem gesenkten, von Silber und Blau gespaltenen schmalen Wellenbalken, dem ein von Gold und Schwarz gespaltenes Zahnrad unterlegt ist, vorne ein linksgewendeter, rot bewehrter und rot gekrönter goldener Löwe, hinten ein roter Zinnenturm.
Lage des Landkreises Schwandorf in Bayern
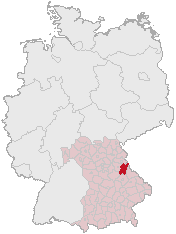
Lage des Landkreises Schwandorf in Deutschland
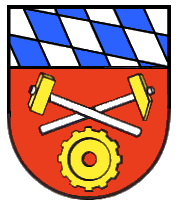
Landkreis Burglengenfeld (–1972) Unter dem Schildhaupt mit den bayerischen Rauten in Rot ein schräg gekreuztes goldenes Paar Schlägel und Eisen mit silbernen Stielen, darunter ein goldenes Zahnrad.
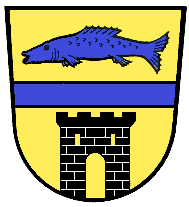
Landkreis Nabburg (–1972) In Gold ein blauer Balken; oben ein waagrechter blauer Fisch, unten ein wachsender schwarzer Zinnenturm.
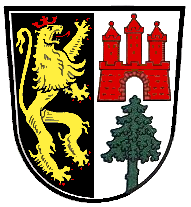
Landkreis Neunburg vorm Wald (–1972) Gespalten von Schwarz und Silber; vorne ein linksgewendeter, rot gekrönter, rot bewehrter goldener Löwe, hinten eine dreitürmige rote Burg mit offenem Tor über einer aus dem Schildrand wachsenden grünen Tanne.
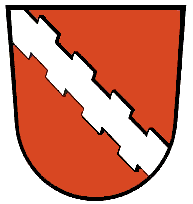
Landkreis Oberviechtach (–1972) In Rot ein schräger silberner Gegenastbalken.

## Wappen der Städte, Märkte und Gemeinden

Gemeinde Altendorf Geteilt; oben dreimal geteilt von Schwarz und Gold, unten in Rot über goldenem Vierberg ein schwebendes, waagrechtes, silbernes Jagdhorn.
Gemeinde Bodenwöhr In Blau über silbernem Wellenbalken schräg gekreuzt ein goldener Schlägel (Bergmansshammer) und ein goldenes Eisen.
Markt Bruck i.d.OPf. In Blau über silbernen Wellen eine goldene Holzbrücke, auf der ein rot gekrönter und rot bewehrter goldener Löwe schreitet.
Stadt Burglengenfeld Unter schwarzem Schildhaupt, darin ein herschauender, rot gekrönter goldener Löwenkopf, die bayerischen Rauten, denen nebeneinander ein rot bedachter silberner Turm und ein grüner Lindenbaum auf einem grünen Dreiberg aufgelegt sind.
Gemeinde Dieterskirchen In Rot über einem silbernen Dreiberg, darin ein rotes Horn, eine silberne Kirche.
Gemeinde Fensterbach Gespalten von Schwarz und Gold; über einem von Silber und Blau gespaltenen Wellenbalken vorne ein goldenes Rodungsbeil, hinten ein nach links gewendeter, roter Greifenkopf mit einem Menschenantlitz im Nacken.
Gemeinde Gleiritsch In Rot eine eingeschweifte silberne Spitze, darin schräg gekreuzt zwei rote Reuthauen, darüber eine heraldische Lilie.
Gemeinde Guteneck Unter silbernem Schildhaupt mit drei oben gezinnten roten Arkadenbögen, in Grün über goldenem Dreiberg ein silberner Pflug.
Stadt Maxhütte-Haidhof Gespalten von Silber und Blau, vorne eine bewurzelte grüne Tanne, hinten ein schräg gekreuzter silberner Bergmannshammer und ein silbernes Bergmannseisen (Schlägel und Eisen).
Stadt Nabburg In Rot über silbernen Wellen, in denen ein blauer Fisch schwimmt, eine silberne Burg mit breitem Turm über Zinnenmauer, an deren Ecken je ein niedriger spitzbedachter Turm steht.
Markt Neukirchen-Balbini In Rot auf grünem Boden zwischen grünen Bäumen eine turmlose silberne Kirche mit blauen Dächern und goldenen Kreuzen; darüber schwebend ein Schild mit den bayerischen Rauten.
Stadt Neunburg vorm Wald In Blau aus zinnenbekrönter silberner Ringmauer mit offenem Tor und Fallgatter aufsteigend ein silberner Turm, beiderseits des Obergeschosses je ein Erkertürmchen, alle mit roten Spitzdächern.
Gemeinde Niedermurach Gespalten; vorne in Rot ein silberner Zickzackbalken; hinten fünfmal gespalten von Silber und Blau.
Stadt Nittenau Geteilt; oben in Gold ein bewurzelter, in zwei Stämme auseinanderstrebender grüner Segelbaum, unten die bayerischen Rauten.
Stadt Oberviechtach In Silber auf grünem Rasenboden eine bewurzelte grüne Fichte.
Stadt Pfreimd In Blau übereinander drei von Rot, Grün und Gold gestreifte Regenbogen, zwischen denen zwei silberne Äschen schwimmen; im Schildhaupt zwei und im Schildfuß ein fünfstrahliger goldener Stern.
Gemeinde Schmidgaden Unter rotem Schildhaupt, darin ein silbernes Sensenblatt, in Silber auf gewelltem, grünen Boden eine grüne Buche.
Stadt Schwandorf Geteilt; oben in Schwarz ein wachsender, rot gekrönter goldener Löwe, unten die bayerischen Rauten, belegt mit einem schwarzen Filzstiefel.
Gemeinde Schwarzach b.Nabburg In Silber ein schwarzer Wellenbalken, darüber ein blauer Pflug, darunter zwischen je zwei blauen Sternen eine blaue Grubenlampe.
Markt Schwarzenfeld Durch einen silbernen Wellenbalken geteilt von Schwarz und Blau; oben eine durchgehende goldene Brücke mit Zollhaus, unten ein silberner Karpfen.
Markt Schwarzhofen In Blau auf grünem Boden stehend ein golden bewehrter silberner Ochse in einer goldenen Umzäunung.
Stadt Schönsee In Silber ein aus dem linken Schildrand wachsender, waagrechter grüner Seerosenstock mit drei grünen Blättern.
Gemeinde Stadlern
Gemeinde Steinberg am See In Blau über erhöhtem goldenem Dreiberg, darin schräg gekreuzt ein schwarzer Schlägel und Eisen, schwebend ein silberner Adler mit grünem Zweig im Schnabel.
Gemeinde Stulln Gespalten von Silber und Blau; vorne schräg gekreuzt ein schwarzer Schlägel und Eisen, hinten eine goldene Ähre mit zwei abhängenden Blättern.
Stadt Teublitz In Blau ein goldener Dreiberg, über dessen mittlerer Kuppe ein golden gekrönter silberner Schwanenhals mit schwarzem Schnabel schwebt; auf den beiden Seitenkuppen je eine goldene Getreideähre.
Gemeinde Teunz Im Zinnenschnitt geteilt von Silber und Grün, oben zwei rote Balken, unten ein silbernes Wasserrad.
Gemeinde Thanstein Durch eine eingeschweifte goldene Spitze, darin auf schwarzem Dreiberg eine grüne Tanne, gespalten von Rot und Schwarz; vorne ein senkrechtes silbernes Jagdhorn, hinten eine senkrechte silberne Zange.
Gemeinde Trausnitz In Rot auf schwarzem Dreiberg ein silberner Zinnenturm, darüber schwebend eine goldene Laubkrone.
Gemeinde Wackersdorf In Blau auf goldenem Boden ein goldener Laubbaum, dessen Stamm von schräg gekreuztem silbernem Schlägel und Eisen überdeckt ist.
Gemeinde Weiding In Blau ein aus einer silbernen Zinnenmauer mit schwarzem Torbogen wachsender, rot gekleideter, golden nimbierter heiliger Nikolaus, der in der Rechten drei goldene Kugeln und in der Linken einen goldenen Bischofsstab hält.
Markt Wernberg-Köblitz In Silber über einem unterhalben schwarzen Zahnrad nebeneinander ein blaues Kirchengebäude mit dreigeschossigem Turmdach und ein über Eck gestellter roter Zinnenturm, dem ein silberner Schild, darin ein blauer Balken, aufgelegt ist.
Markt Winklarn Gespalten von Rot und Silber; vorne ein silberner Zickzackbalken, hinten ein aus dem Spalt hervorbrechender roter Fuchs, der in den Tatzen ein aufrechtes schwarzes Winkelmaß hält, darunter ein schwebendes grünes Kleeblatt.

## Ehemalige Gemeinden mit eigenem Wappen

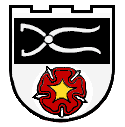
Gemeinde Altenschwand Geteilt von Schwarz und Silber; oben eine liegende silberne Zange, unten eine rote heraldische Rose mit goldenem Butzen.
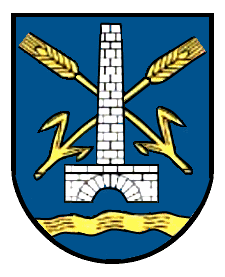
Gemeinde Dachelhofen In Blau über einem goldenen Wellenbalken ein silberner Zinnenturm, hinter dem sich zwei goldene Ähren kreuzen.
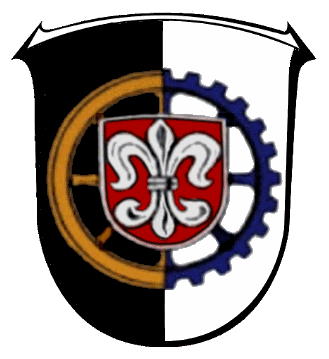
Gemeinde Saltendorf a.d.Naab
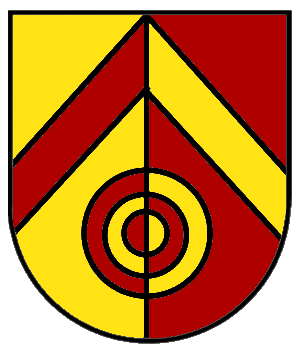
Gemeinde Leonberg
Stadt Maxhütte
Gemeinde Oberköblitz
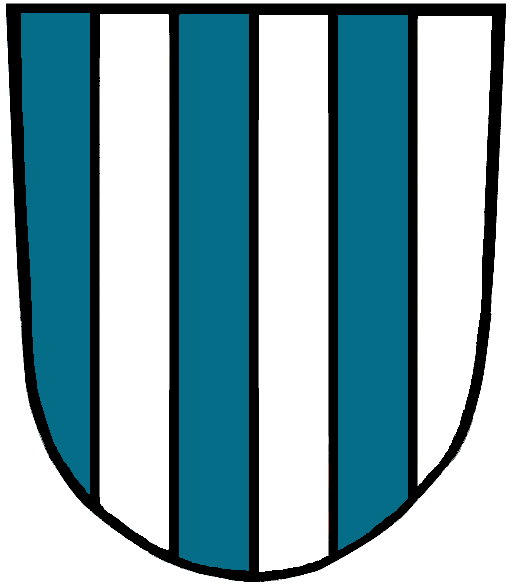
Gemeinde Pertolzhofen
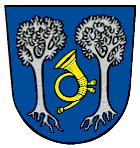
Gemeinde Ponholz
Gemeinde Saltendorf (Wernberg-Köblitz)
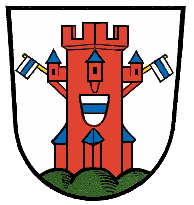
Gemeinde Wernberg
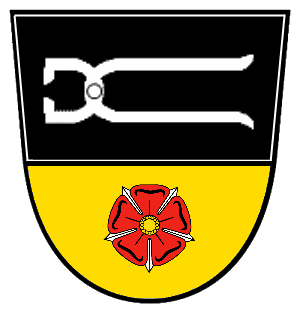
Gemeinde Zangenstein Geteilt von Schwarz und Gold; oben eine liegende silberne Zange, unten eine rote heraldische Rose mit goldenem Butzen und silbernen Kelchblättern.